# Восток (Саратовская область)
Восток — посёлок в Марксовском районе Саратовской области в составе Приволжского муниципального образования

## География
Посёлок расположен на расстоянии примерно 4 километров по прямой на юго-юго-запад от районного центра города Маркс.

## История
Посёлок был образован в 1970-х-1984 годах, жители работали в откормсовхозе «Трудовой». Из-за ошибок в картографической базе иногда происходит путаница в положении посёлка, его путают с посёлком Звезда Марксовского района.

## Население
Постоянное население составляло 29 человека в 2002 году (русские 90 %), 23 в 2010 году.